# 대북방송
대북방송(對北放送)은 대한민국에서는 흔히 조선민주주의인민공화국의 청취자를 목적으로 하는 방송들을 말한다.

## 상세
주로 단파나 중파를 이용해 방송한다. 대한민국 국군이 운용하는 대형 확성기를 이용하여 방송되기도 한다. 조용한 한밤중의 경우에는 조선민주주의인민공화국의 개성시에서도 방송을 청취할 수 있다. 과거에는 정부가 대북 방송을 하였으나, 민간 대북 방송도 점차 늘어나고 있다.
남북 관계의 척도 중 하나이며, 관계가 부정적인 경우 방송이 재개된다.
대개 심리전을 이용한 방송이며, 조선민주주의인민공화국측의 요구로 2004년에 방송이 중단되었다. 하지만 천안함 침몰 사건을 계기로 인해 남북관계가 냉랭해지자 격분한 대한민국 정부의 대북제제 조치와 함께 대북 방송이 2010년 5월 24일 재개되었다. 이에 조선민주주의인민공화국측은 확성기를 이용한 방송의 경우 확성기에 직접 타격을 가하겠다는 협박을 했다. 2015년 8월에도 북한 소행인 목함 지뢰으로 인해 대북방송이 잠시동안 재개되었다. 하지만 협박성 협상으로 인해 중단됐었고, 그 후 약 5개월 만인 이듬해 1월 7일, 조선민주주의인민공화국의 4차 핵실험으로 인해 1월 8일 정오부터 대북 방송을 재개했다. 2024년 북한 대남 오물 풍선 살포 사건 이후 대북 방송을 재개했다.

## 실시 사례
- 1960~1970년대
- 연도미상~2004년
- 2010년 8월~연도미상
- 2015년 8월~
- 2016년 1월~
- 연도미상~2018년 4월
- 2024년 6월~2025년 6월[1][2]

## 대표적인 대북방송

### 대한민국
- FEBC FM
- 열린북한방송
- 자유북한방송
- 자유조선방송
- 북한개혁방송
- 광야의 소리
- 인민의 소리
- 자유코리아방송
- 희망의 메아리
- 자유FM
- KBS 한민족방송
- 코리아 MND 라디오 (폐지)
- 자유의 소리 (2004년~2010년 한때 중단)

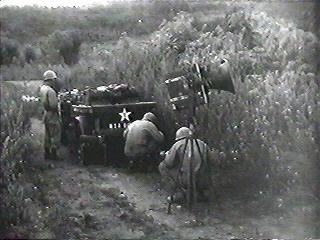
한국전쟁 중 미국의 대북방송 부대

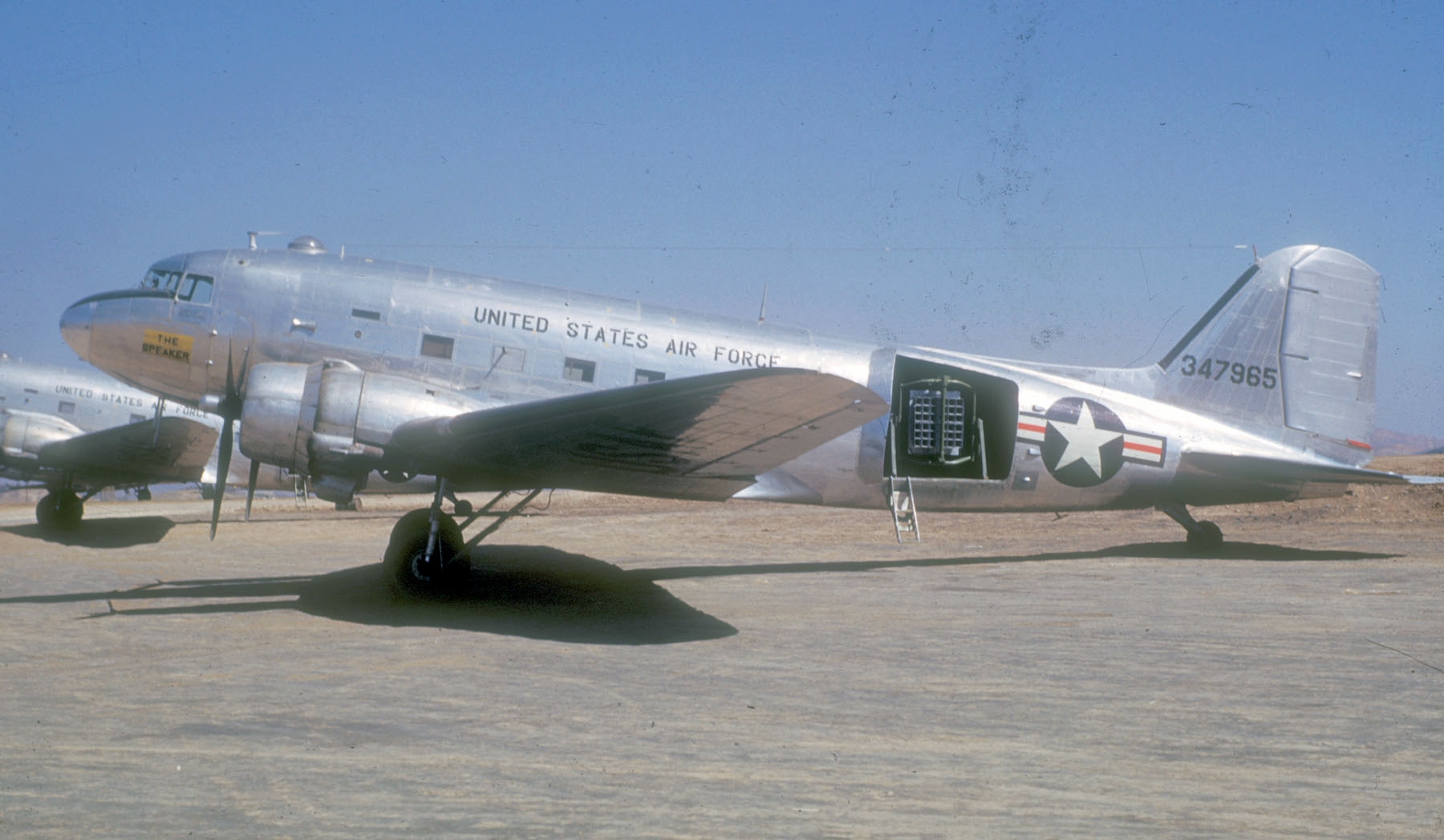
한국전쟁 중 대북확성기가 장착된 미국 공군 소속 더글러스 C-47 스카이트레인

- '15년 지뢰대북방송

### 미국
- 자유아시아방송
- 미국의 소리
- 북방선교방송

### 일본
- 시오카제
- 일본의 바람

### 영국
- BBC 월드 서비스

## 대남방송

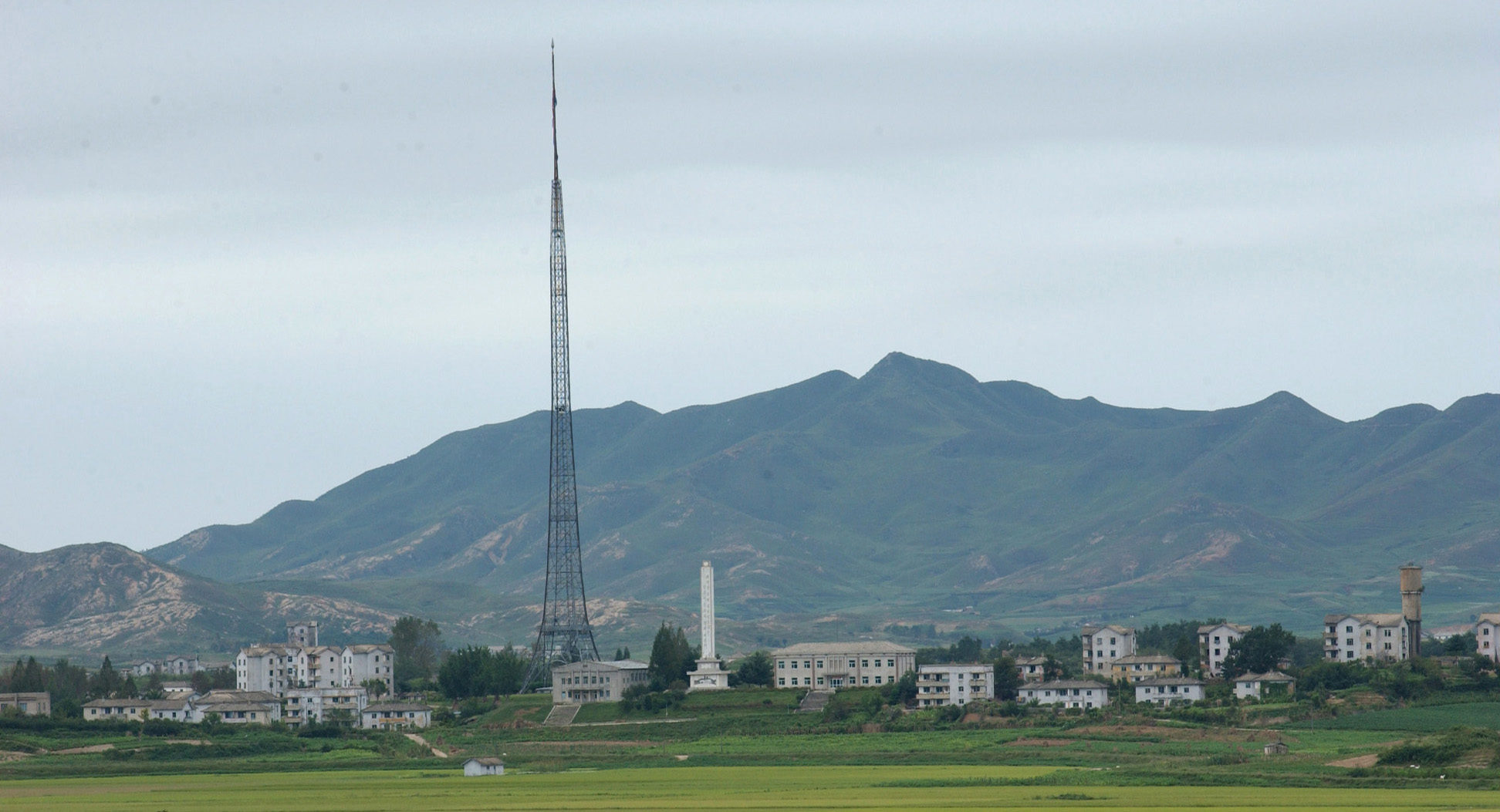
기정동 마을

북한 또한 대북 방송이 송출되면 똑같이 대남 방송을 송출한다. 기정동 마을은 대표적인 대남 방송이 송출되는 곳이다.

## 같이 보기
- 대북전단과 대남전단
- 선전 (사회학)
- 심리전
- 방송
- 비무장 지대